# Suicidio d'amore
Suicidio d'amore è una canzone della cantautrice senese Gianna Nannini.
La canzone è stata scritta da Gianna Nannini e Pacifico, ed è stata prodotta dalla Nannini e Will Malone per il greatest hits della cantante GiannaBest pubblicato a fine 2007. Il singolo è stato reso disponibile per il download digitale e per la trasmissione radiofonica il 12 ottobre, un mese prima dell'uscita del doppio album.

## Accoglienza
Terminata la lunga e fruttuosa promozione dell'album Grazie, Gianna Nannini ritorna dopo circa un anno con un doppio album antologico, nel novembre 2007. Appena un mese prima, esce il primo singolo estratto, un inedito scritto a quattro mani dalla cantante senese e Pacifico; il brano, Suicidio d'amore, riprende il tema dell'amore e della morte dal Cantico delle Creature di San Francesco. Il singolo debutta molto bene in classifica, coadiuvato da un videoclip, girato nel senese, e da un'intensa promozione televisiva. Il 29 novembre, dopo un mese e mezzo dall'uscita, il singolo scala la classifica FIMI, arrivando a piazzarsi alla quinta posizione.
Il singolo resterà in classifica per circa altri 2 mesi, uscendo dalla Top20 nel mese di marzo 2008, ben 4 mesi dopo la pubblicazione.
Nelle radio fa ancora meglio, giungendo nel podio dei più trasmessi.

## Video musicale
Il video prodotto per Suicidio d'amore, è stato girato interamente nella campagna senese.

## Tracce
CD Promo
1. Suicidio d'amore

## Classifica Singoli Ufficiale (FIMI)
| Settimane | 01 | 02 | 03 | 04 | 05 | 06 | 07 | 08 | 09 | 10 | 11 | 12 |
| --------- | -- | -- | -- | -- | -- | -- | -- | -- | -- | -- | -- | -- |
| Posizione | 18 | 5  | 5  | 8  | 8  | 10 | 11 | 13 | 10 | 9  | 13 | 13 |